# Auguste Alfred Rubé
Auguste Alfred Rubé né à Paris le 20 juin 1817 et mort dans la même ville le 13 avril 1899 est un peintre, décorateur de théâtre et scénographe français.

## Biographie
Auguste Alfred Rubé a été un innovateur dans le métier du décor théâtral. Ce « décorateur d’une rare ingéniosité » s’est attaché à une recherche de couleur locale correspondant au mouvement romantique. Il avait été à bonne école avec son maitre Ciceri, le décorateur de l’Opéra-Comique, dont il venait d’épouser la fille. Ciceri avait la confiance de Dumas père, qui s’en rapportait à lui ainsi qu’à ses élèves, Rubé, Charles Séchan, Jules-Pierre-Michel Dieterle, Édouard Desplechin, mais Rubé voulait encore faire mieux : non seulement il cherchait à reproduire les paysages avec exactitude, il les faisait pittoresques.
Le décor du 2e acte de l’Âme en peine, de Flotow sur un livret de Henri de Saint-Georges, réalisé pour l’Opéra, lui a servi, en quelque sorte, de première. Les opéras pour lesquels il a ensuite brossé les décors sont autant de chefs-d’œuvre : en 1846, il réalise le décor du 2e acte de Betly, de Gaetano Donizetti. Sa renommée date de ce moment : le 1er acte de Zerline, d’Auber ; le 1er acte du Juif errant, d’Halévy ; le 4e acte de la Fronde, de Niedermeyer ; le 1er acte de Pierre de Médicis, de Joseph Poniatowski ; le 3e acte de la Reine de Saba de Charles Gounod ; le 1er et le 2e acte de l’Africaine, de Giacomo Meyerbeer ; le 1er acte de Roland à Roncevaux d’Auguste Mermet ; le 4e acte de Don Carlos, de Giuseppe Verdi ; le 1er et le 5e acte d’Hamlet, d’Ambroise Thomas ; le 4e acte de Faust, de Charles Gounod ; le 1er acte de la Coupe du roi de Thulé, d’Eugène Diaz ; le 3e acte de Jeanne d’Arc, de Mermet ; le 3e acte de Sylvia, de Léo Delibes ; le 1er et le 5e acte du Roi de Lahore de Jules Massenet ; le 3e acte de Polyeucte, de Gounod ; le 2e tableau et le 4e acte d’Aïda, de Verdi ; le 2e acte de la Korrigane de Charles-Marie Widor ; le 1er et le 4e acte du
Tribut de Zamora, de Gounod ; le 1er acte de Namouna, de Delibes ; le 1er acte de Sapho, de Gounod ; le 1er et le 4e acte de Sigurd d’Ernest Reyer ; le 1er acte des Deux Pigeons d’André Messager ; Le 3e acte de Patrie, d’Émile Paladilhe ; le 2e et 5e acte de Roméo et Juliette, de Gounod ; le 3e tableau d’Ascanio de Camille Saint-Saëns.
Il a également réalisé le décor représentant le Forum romain dans Faustine de Bouilhet à la Porte-Saint-Martin, du décor du cimetière Montmartre dans Germinie Lacerteux d’Edmond de Goncourt à l’Odéon, du décor du parc mystérieux dans le Sphynx de Peladan, au Théâtre-Français, un effet de nuit des bords de la Seine près de l’Institut dans Jean de Thommeray d’Émile Augier et Jules Sandeau, dans le même théâtre.
En 1858, il avait peint, pour le Théâtre-Français, un superbe plafond, représentant Apollon chevauchant sur Pégase au milieu des personnages ayant inspiré les chefs-d’œuvre des acteurs tragiques et comiques français, qui, rongé par le gaz, a été repeint, en 1879, par Alexis-Joseph Mazerolle. La dernière œuvre à laquelle il a travaillé est le rideau du nouvel Opéra-Comique. Celui de l’Opéra était également de lui.
À sa mort, en 1899, Rubé était devenu le doyen des peintres décorateurs. Il avait été nommé chevalier de la Légion d’honneur, le 14 août 1869. À ceux qui regrettaient du voir limiter ses dons de peintre à la décoration, il répondait avec un bon sourire : « Que voulez-vous, j’ai le théâtre dans le sang ! »

## Élèves
- Jean-Baptiste Vettiner[6]
- Marcel Jambon

## Réception critique
« Il avait, avec sa forte moustache, l’aspect d’un commandant en retraite. Sa nature droite et d’une haute probité répondait bien à sa physionomie franche et ouverte. »